# Hendrik Joseph van Berckel
Hendrik Joseph van Berckel (Delft, 10 januari 1853 – Breda, 14 juli 1931) was een Nederlands musicus.
Van Berckel, telg uit het geslacht Van Berckel, werd geboren in het gezin van notaris Bartholomeus van Berckel en Petronella Maria van Wayenburg. Zijn opa was Hendrik van Berckel, wethouder en burgemeester van Delft. Hij huwde met Gerardina Josephina Maria Meijnders. Hij werd begraven op begraafplaats Zuylen in Breda.
Van Berckel kreeg zijn muzikale opleiding bij Willem Nicolaï aan de Muziekschool van Den Haag. Verdere opleiding vond plaats in Duitsland, maar hij was ook gedeeltelijk autodidact. Hij speelde piano, orgel en cello. Hij werd in 1887 organist van de  Sint-Antoniuskathedraal in Breda, waar hij ook een koor dirigeerde. Hij was ook enige tijd muziekcriticus.
Van zijn hand verscheen een aantal composities:
- opus 8: Sonate nr. 1 voor piano en viool
- opus 10: Trio nr. 1 voor viool, cello en piano
- opus 14; Zwei Lieder
- opus 20: Drie Lieder
- opus 25: Concertouverture in Es majeur (uitgevoerd oktober 1938 door het Bredasch Philharmonisch Orkest onder leiding van Louis de Moree)
- opus 29: Trio nr. 2 voor viool, cello en piano
- opus 30: Sonate voor orgel of harmonium
- opus 32: Ik heb de madelief zien bloeien, voor zangstem met pianobegeleiding
- opus 33: Sonate nr. 2 voor cello en piano
- opus 38: Pastorale, rondo en gavotte voor piano of harmonium vierhandig
- opus 42: Strijkkwartet
- opus 44: Missa in honorem B.M.V.
- opus 45: Cantate ouverture
- opus 46: Uitnoodiging ten dans
- opus 47: Missa III: In honorem ss. Cordis Jesu (1889)
- opus 49: Rondo voor twee celli en piano
- opus 52: Missa pro defunctis (1893)
- opus 55: cantica in honorem B.M.V.
- opus 56; Ave maris stella
- nog een orkestouverture
- Drie stukken voor viool of cello met piano en harmonium
- een pianosonate
- Drie stukken voor vierhandig piano
- Een sonate voor vierhandig piano
- Werken voor koor, waaronder een cantate, een mis voor drie stemmen
- Liederen
- Jüdische Volksstücke für Klavier (Niekerk)
- Prinsessenlied voor (aanstaande) koningin Wilhelmina der Nederlanden (1889)
- Kerstzang (1890)

- International Standard Name Identifier: 0000 0003 8824 0836
- Nederlandse Thesaurus van Auteursnamen: 195057821
- Virtual International Authority File: 281378335
- WorldCat: E39PBJdxbfW9j38tvwByMjdG73